# Дегенератор идей
Дегенератор идей — российская панк-рок-группа, существовавшая с 1992 по 1996 год, созданная художниками комиксистами Алексеем Иоршом и Сергеем Капрановым.
Девиз группы: «Мы играем, пока вы не кончите».

## История
Группу основали в 1992 году два художника-комиксиста Алексей Иорш (вокал) и Сергей Капранов (гитара). Они сформировали группу из художников и работников типографского комплекса «Московская Правда»:
- Игорь Белов (бас, художник),
- Дмитрий Серегин (гитара, верстальщик),
- Алексей Борисов (барабаны, художник).

Создатели Дегенератора Идей хотели играть панк-рок в пародийном стиле, что отличало их от других панк-групп, которые пели песни о том, как в России всё плохо.
Группа стала популярной осенью 1993 года после выступления в клубе «Секстой ФоЗД» на «Фестивале надежд», где была самой высокохудожественной группой фестиваля.
C группой сотрудничали известные музыканты: Владимир Веселкин, Станислав Задерни, Дмитрий Логвиновский, Александр Лучков, с ней также играли музыканты из группы «Задоринка»: Михаил Авшаров, Жора Ананов, Василий Марковский.
В 1994 году музыканты Дегенератора идей записали магнитоальбом «Маленькие девочки делают книксен».
Группа «Дегенератор идей» распалась весной 1997 года.
Музыканты группы затем играли в командах:
- «До свидания, Мотоцикл» (создана в 1993 году)[1], создатель и руководитель — басист Михаил Авшаров[4]
- «Собаки наки» (создана в 1997 году составом Дегенератора идей без А. Иорша, первый концерт 3 июня 1997 года)[5][6]
- «Уши Ван Гога» (создана в 1998 году)[1].

## Состав

### Основной состав
- Алексей Иорш — художник, карикатурист, участник комикс-студии «КОМ», автор газеты «Московский комсомолец»[7].
- Сергей Капранов.
- Игорь Белов.
- Дмитрий Серёгин.
- Алексей Борисов.

### Вторичный состав
- Владимир Веселкин.
- Станислав Задерни.
- Дмитрий Логвиновский («Каспар Хаузер»).
- Александр «Тигр» Лучков («Манго Манго», «Собаки-наки»).
- Михаил Авшаров («Задоринка»).
- Жора Ананов («Задоринка»).